# Millettia merrillii
Millettia merrillii är en ärtväxtart som beskrevs av Janet Russell Perkins. Millettia merrillii ingår i släktet Millettia och familjen ärtväxter. Inga underarter finns listade i Catalogue of Life.